# Larentia rosei
Larentia rosei är en irisväxtart som först beskrevs av Robert Crichton Foster, och fick sitt nu gällande namn av Pierfelice Ravenna. Larentia rosei ingår i släktet Larentia och familjen irisväxter. Inga underarter finns listade i Catalogue of Life.